# Rocinela belliceps
Rocinela belliceps är en kräftdjursart som först beskrevs av William Stimpson 1864.  Rocinela belliceps ingår i släktet Rocinela och familjen Aegidae. Inga underarter finns listade i Catalogue of Life.